# Boris Arvatov
Boris Arvatov (en russe : Борис Игнатьевич Арватов, né le 3 juin 1896 et mort le 14 juin 1940 à Moscou) est un artiste et critique d’art russe, puis soviétique. Il appartient au courant du productivisme, sous-genre du constructivisme russe.

## Biographie
Boris Arvatov étudie à Riga puis à l'université de Petrograd, où il est diplômé en physique et mathématiques. À partir de 1911, il fait partie d'un groupe de jeunes sociales, rejoignant par la suite le parti socialiste révolutionnaire, puis le parti communiste en 1920. Il sert dans l'Armée rouge sur le front polonais de 1920 à 1921.
À partir de 1918, Arvatov fait partie du Proletkul’t, un mouvement pour la culture des prolétaires actif à Moscou. Il rejoint l’Institut pour la culture artistique en 1921, puis participe à la création du Front de gauche des arts (LEF) aux côtés de Vladimir Maïakovski et d’autres artistes et auteurs russes. En 1923, on lui diagnostique des troubles psychologiques liés à ses expériences au front : il est interné en clinique psychatrique. Arvatov continue cependant à publier assidûment au cours des années 1920 dont Art et production en 1926, son ouvrage le plus connu. Son état de santé se dégrade dans les années 30 et il se suicide en 1940.

## Publications
- 1926 : Искусство и производство (Art et production)